# Número de Sherwood
O número de Sherwood, {\displaystyle \mathrm {Sh} } (também chamado o número de Nusselt da transferência de massa) é um número adimensional usado em operações de transferência de massa. Representa a razão de transferência de massa convectiva e difusiva, e é nomeado em honra a Thomas Kilgore Sherwood.
É definido como
{\displaystyle {\mathit {Sh}}={\frac {K\cdot L}{D}}={\frac {\mbox{Coeficiente de transferencia de massa convectiva}}{\mbox{Coeficiente de transferencia de massa difusiva}}}}
onde
- {\displaystyle L} é um comprimento característico (m)
- {\displaystyle D} é a difusividade de massa (m².s−1)
- {\displaystyle K} é o coeficiente de transferência de massa (m.s−1)

Pode ainda ser definido como uma função dos números de Reynolds e Schmidt; por exemplo, para uma esfera ele pode ser expresso como:
{\displaystyle {\mathit {Sh}}=2+0.6Re^{\frac {1}{2}}Sc^{\frac {1}{3}}}
Esta forma é particularmente valiosa para engenheiros químicos em situações onde o número de Reynolds e número de Schmidt estão prontamente disponíveis. Desde que Re e Sc são ambos números adimensionais, o número de Sherwood é também adimensional.
Estas correlações são a versão de transferência de massa de uma técnica análoga em transferência de calor escrita com o número de Nusselt em termos do número de Reynolds e número de Prandtl. Para uma correlação para uma dada geometria (e.g. esferas, placas, cilindros, etc.), uma correlação de transferência de calor (frequentemente mais facilmente disponíveis na literatura e trabalhos experimentais, e mais fáceis de determnar) para número Nusselt Nu em termos do número de Reynolds (Re) e o número de Prandtl (Pr) podem ser usadas como uma correlação de transferência de massa por substituir o número de Prandtl com o análogo número dimensional para a transferência de massa, o número de Schmidt, e substituindo o número de Nusselt com o análogo número adimensional para transferência de massa, o número de Sherwood. Como um exemplo, uma correlação de transferência de calor para esferas é dada por:
{\displaystyle {Nu}=2+0.6Re^{\frac {1}{2}}Pr^{\frac {1}{3}}}
Esta correlação pode ser feita em uma correlação de transferência de massa usando-se o procedimento acima, que resulta:
{\displaystyle {Sh}=2+0.6Re^{\frac {1}{2}}Sc^{\frac {1}{3}}}
Esta é uma forma muito concreta de demonstrar as analogias entre diferentes formas de fenômenos de transporte.

## Correlação de Ranz-Marshall
Quanto ao número de Sherwood, diversas diferentes expressões são como seguem pela correlação de Ranz-Marshall, incluindo equacionamentos com o número de Prandtl:
{\displaystyle \ Sh=2+0.6{Re^{0.5}}.{Pr^{0.3}}}
Para 0 ≤ Re < 200 e  0 ≤ Pr ≤ 250

## Variações em função deRe
O fator 0,69 deve ser usado para 30 ≤ Re ≤ 2000, e para 2 ≤ Re ≤ 200 deve ser usado o fator 0,6:
{\displaystyle \ Sh=2+0.69{Re^{0.5}}.{Sc^{0.33}}}